# Opuszczone miejscowości w województwie opolskim
W artykule wymienione są miejscowości województwa opolskiego, które zostały opuszczone i przestały istnieć w swojej dotychczasowej formie. Najliczniejszą ich grupę stanowią nieistniejące już miejscowości z powiatów: opolskiego, nyskiego i prudnickiego. W pozostałych powiatach opustoszało zaledwie po kilka miejscowości lub wcale.

## Lista opuszczonych miejscowości w województwie opolskim
| Nazwa                       | Powiat      | Gmina            | Typ                  | Liczba mieszkańców | Czas powstania | Czas opuszczenia               | Przyczyny                                        | Współrzędne                               |
| --------------------------- | ----------- | ---------------- | -------------------- | ------------------ | -------------- | ------------------------------ | ------------------------------------------------ | ----------------------------------------- |
| Amerykan (Amerikon)         | krapkowicki | Strzeleczki      | folwark              |                    |                | 1977                           | stopniowe opustoszenie                           | 50°25′20″N 17°52′55″E/50,422222 17,881944 |
| Anachów (Annahof)           | prudnicki   | Głogówek         | przysiółek           | 1 (2008)           |                | po 2008                        | stopniowe opustoszenie                           | 50°17′52″N 17°53′54″E/50,297778 17,898333 |
| Bombreit                    | prudnicki   | Prudnik          | folwark              | 8 (I poł. XX w.)   | 1845           | 1945                           | opuszczona w trakcie wojny, zaniedbana po wojnie | 50°19′42″N 17°29′16″E/50,328333 17,487778 |
| Brzezina Polska             | nyski       | Nysa             | wieś                 |                    | XIV w.         | 1971                           | zburzona w wyniku budowy Jeziora Nyskiego        | 50°26′49″N 17°13′46″E/50,446944 17,229444 |
| Gęsina (Konstantinhof)      | głubczycki  | Kietrz           | osada (folwark)      |                    |                | XX w.                          | stopniowe opustoszenie                           | 50°04′06″N 17°57′15″E/50,068333 17,954167 |
| Kamieniec                   | kluczborski | Lasowice Wielkie | gajówka              | 7 (2007)           |                | po 2007                        | stopniowe opustoszenie                           | 50°49′53″N 18°16′48″E/50,831389 18,280000 |
| Klucznik (Kleuschnitz)      | nyski       | Łambinowice      | wieś                 | 434 (1910)         | XV w.          | XX w.                          | włączenie w obszar poligonu wojskowego           | 50°34′54″N 17°33′58″E/50,581667 17,566111 |
| Kluczów                     | kluczborski | Byczyna          | gajówka              |                    |                | XX w.                          | stopniowe opustoszenie                           | 51°08′27″N 18°14′25″E/51,140833 18,240278 |
| Kosowice-Uszyce             | oleski      | Gorzów Śląski    | osada                |                    |                | XX w.                          | stopniowe opustoszenie                           | 51°07′56″N 18°22′07″E/51,132222 18,368611 |
| Krzyślina (Krysline)        | opolski     | Turawa           | wieś                 |                    |                | 1933                           | zburzona w wyniku budowy Jeziora Turawskiego     | 50°43′19″N 18°08′03″E/50,721944 18,134167 |
| Lesiny                      | namysłowski | Namysłów         | przysiółek           |                    |                | XX w.                          | stopniowe opustoszenie                           | 51°08′25″N 17°47′10″E/51,140278 17,786111 |
| Leśnik (Waldhof)            | krapkowicki | Zdzieszowice     | folwark              |                    |                | lata 70. XX w.                 | stopniowe opustoszenie                           | 50°27′34″N 18°08′38″E/50,459444 18,143889 |
| Łuk                         | opolski     | Turawa           | przysiółek           |                    |                | 1933                           | zburzona w wyniku budowy Jeziora Turawskiego     | 50°43′06″N 18°08′02″E/50,718333 18,133889 |
| Miedniki                    | nyski       | Nysa             | wieś                 |                    |                | 1971                           | zburzona w wyniku budowy Jeziora Nyskiego        | 50°27′07″N 17°17′34″E/50,451944 17,292778 |
| Różanka                     | nyski       | Nysa             | wieś                 |                    |                | 1971                           | zburzona w wyniku budowy Jeziora Nyskiego        | 50°26′52″N 17°17′04″E/50,447778 17,284444 |
| Spalony Dwór (Donnersmarck) | prudnicki   | Prudnik          | część wsi (folwark)  | 13 (I poł. XX w.)  |                | październik 1945               | emigracja pozostałych mieszkańców do Niemiec     | 50°19′56″N 17°32′03″E/50,332222 17,534167 |
| Tomkowice                   | nyski       | Głuchołazy       | wieś                 | 51 (1939)          |                | ok. 1945                       | stopniowe opustoszenie                           | 50°19′10″N 17°17′50″E/50,319444 17,297222 |
| Thiergarten                 | prudnicki   | Głogówek         | folwark              | 32 (I poł. XX w.)  |                | 1945                           | opuszczona w trakcie wojny, zaniedbana po wojnie | 50°20′20″N 17°50′47″E/50,338889 17,846389 |
| Wyrębiny                    | Opole       |                  | część miasta         |                    |                |                                | stopniowe opustoszenie                           | 50°41′04″N 17°47′37″E/50,684444 17,793611 |
| Zamoście                    | opolski     | Turawa           | wieś                 |                    |                | 1933                           | zburzona w wyniku budowy Jeziora Turawskiego     | 50°42′59″N 18°09′20″E/50,716389 18,155556 |
| Zawadno (Lichten)           | brzeski     | Lewin Brzeski    | przysiółek (folwark) |                    | XIV w.         | nie później niż lata 70. XX w. | stopniowe opustoszenie                           | 50°48′23″N 17°38′38″E/50,806389 17,643889 |
| Zbytki                      | namysłowski | Namysłów         | przysiółek           |                    |                |                                | stopniowe opustoszenie                           | 51°10′00″N 17°46′47″E/51,166667 17,779722 |